# Ulf Börstinghaus
Ulf Peter Börstinghaus (* 13. Juli 1955 in Gelsenkirchen) ist ein deutscher Jurist und Autor. Er war bis Mitte 2022 Richter.

## Leben und Wirken
Börstinghaus wurde 1955 in Gelsenkirchen geboren. Nach dem Abitur am Schalker Gymnasium in Gelsenkirchen 1975 und dem 15-monatigen Grundwehrdienst studierte er von 1976 bis 1981 an der Ruhr-Universität Bochum Rechtswissenschaften. Er ist verheiratet, hat zwei Kinder. Seine Tochter Cathrin hat allein oder mit Börstinghaus zusammen juristische Fachbücher und -aufsätze veröffentlicht, z. B. die Mietminderungstabelle, 4. Aufl.
Nach der Referendarzeit am Landgericht Bochum war er zunächst von Mai 1984 bis Oktober 1986 als angestellter Rechtsanwalt tätig. Zum 1. November 1986 wurde er zum Richter ernannt und war seit September 1988 Richter am Amtsgericht Dortmund. Dort war er durchgehend Dezernent einer allgemeinen Zivilabteilung. Von 1994 bis 2021 war er zusätzlich Dezernent einer WEG-Abteilung. Im September 2016 wurde er zum weiteren aufsichtführenden Richter am Amtsgericht ernannt.
Börstinghaus ist Gründungsmitglied des Deutschen Mietsgerichtstages e.V. und war von 1997 bis 2017 dessen Vorsitzender. Seit 2017 ist er Ehrenvorsitzender des Vereins.
2012 promovierte er an der Universität Bremen bei Peter Derleder zu „Flächenabweichungen in der Wohnraummiete“. 2015 wurde er von der Rechtswissenschaftlichen Fakultät der Universität Bielefeld zum Honorarprofessor ernannt. Er ist ständiger Referent bei verschiedenen Fachfortbildungsveranstaltern, zum Beispiel seit 1995 als Dozent an der Deutschen Richterakademie sowie Landesjustizverwaltungen und bei Seminaren für die Anwaltschaft und der Wohnungswirtschaft. Er ist auch als Schiedsrichter in wohnungsmietrechtlichen Streitigkeiten zwischen Vermietern und Mietervertretern tätig.
Börstinghaus ist Mitherausgeber der Neue Zeitschrift für Miet- und Wohnungsrecht (NZM). Er hat zahlreiche Bücher und zahlreiche Beiträge vor allem zu mietrechtlichen Themen veröffentlicht.
Börstinghaus ist vom Rechtsausschuss des Deutschen Bundestages mehrfach im Gesetzgebungsverfahren angehört worden. Am 15. Oktober 2012 erfolgte die Anhörung zum Entwurf eines Gesetzes über die energetische Modernisierung von vermietetem Wohnraum und über die vereinfachte Durchsetzung von Räumungstiteln (Mietrechtsänderungsgesetz – MietRÄndG) und am 3. Dezember 2014 zum mietrechtlichen Teil des Entwurfs eines Gesetzes zur Dämpfung des Mietanstiegs auf angespannten Wohnungsmärkten und zur Stärkung des  Bestellerprinzips bei der Wohnungsvermittlung (Mietrechtsnovellierungsgesetz – MietNovG).

## Auszeichnungen
- 2017; Ehrenvorsitzender des Deutschen Mietgerichtstages e.V.

- 2019: Bundesverdienstkreuz[10]

## Schriften (Auswahl)
Seit der 7. Auflage kommentiert Börstinghaus in dem mietrechtlichen Standardkommentar Schmidt-Futterer, Mietrecht. ISBN 978-3-406-73125-9, die Miethöhevorschriften, seit 2015 auch die Vorschriften der Mietpreisbremse und seit 2021 schließlich die ordentlichen Kündigungstatbestände. Nach dem Tod von Hubert Blank im Jahre 2020 übernahm er die Herausgeberschaft dieses Standardkommentars ab der 15. Auflage. Zusammen mit Hubert Blank hat er den Beck`schen Kurzkommentar Miete ISBN 978-3-406-74869-1, verfasst, den er 2023 in der 7. Auflage zusammen mir VorsRinLG Astrid Siegmund herausgegeben hat. Darüber hinaus hat er Ratgeber und Fachbücher zu einzelnen Themen des Mietrechts veröffentlicht.
- Flächenabweichungen in der Wohnraummiete. C.H. Beck, München 2012, ISBN 978-3-406-63026-2 (zugleich Dissertation, Universität Bremen).
- Miethöhe-Handbuch, 2. Aufl. C.H. Beck, München 2016, ISBN 978-3-406-67898-1
- Modernisierungs-Handbuch, C.H. Beck München 2014, ISBN 978-3-406-66086-3
- Kündigungs-Handbuch, C.H. Beck München 2021, ISBN 978-3-406-69000-6
- Mietspiegelrecht, C.H. Beck München 202, ISBN 978-3-406-74710-6